# Inmigración moldava en España

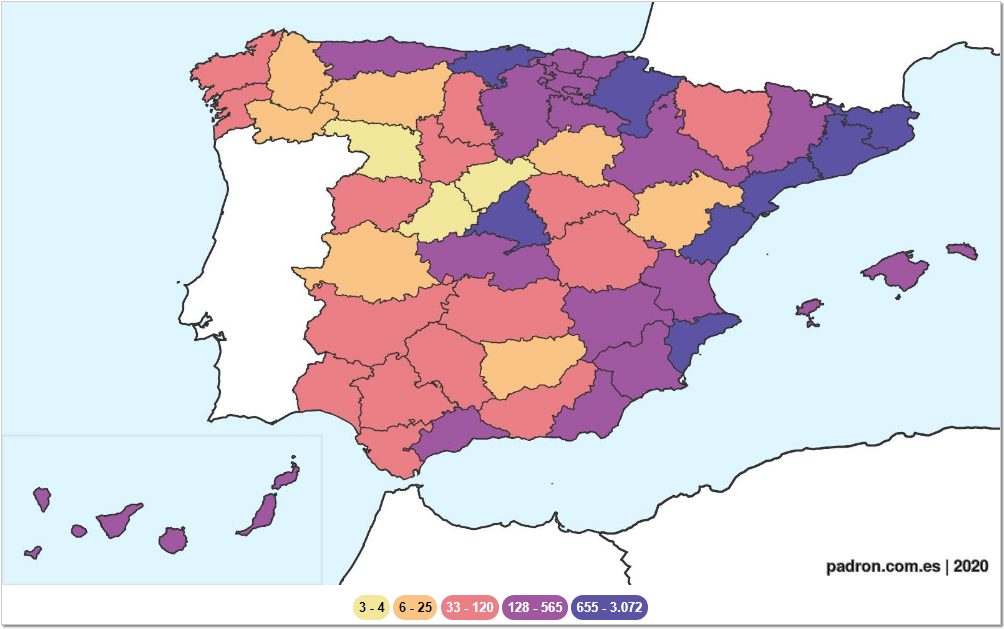
Población moldava en España por provincia.

Los moldavos en España conforman la cuarta comunidad de moldavos fuera de su país (por detrás de la comunidad que reside en Rusia, Ucrania e Italia). Por sus similitudes y relación histórica con la cultura rumana, así como su proximidad geográfica, lingüística y de condiciones económicas, las características de este movimiento migratorio hacia España guardan un cierto paralelismo con la emigración rumana al país ibérico, aunque con un destacable número inferior (motivado, en parte, por su menor peso demográfico con respecto a Rumanía).